# 洪范图

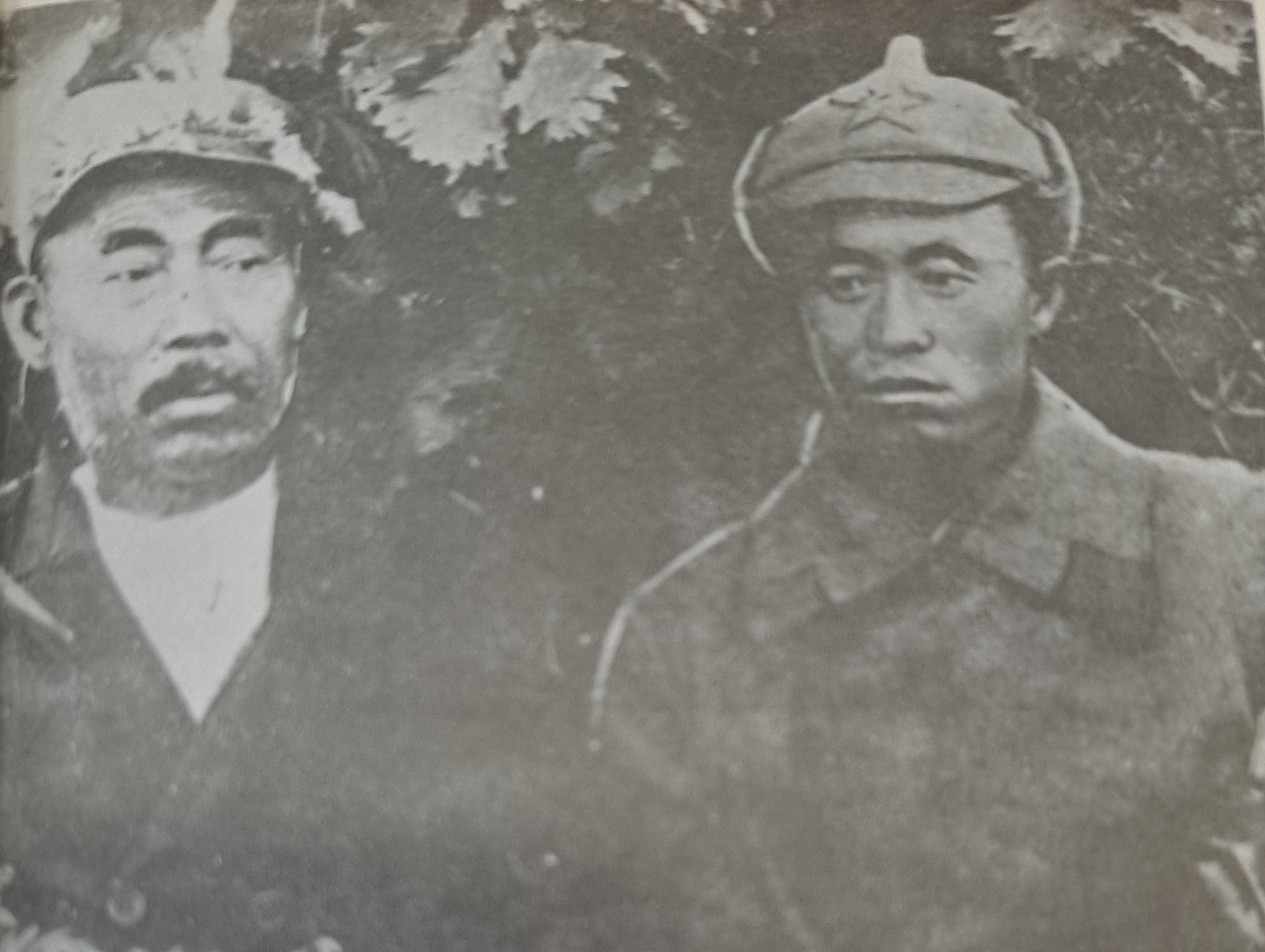
洪范图（左）与玄奎昌

洪范图（韓語：홍범도，1868年8月27日—1943年10月25日）朝鲜半岛抗日义兵斗争和独立军运动将领，大韩独立军创始人，凤梧洞战役和青山里战役的主要领导人之一，获韩国追授建國勳章。

## 出身
1868年10月12日（阴历戊辰8月27日），洪范图出生于朝鲜王朝平壤的一个贫苦农民家庭，是家中长子。洪范图出生不久后他的母亲就病逝了。9岁的时候，他的父亲洪允植也因伤寒去世。此后，他由叔父收养。15岁时，洪范图虚报年龄参军。服役三年后，他在黄海道遂安郡的一家造纸厂做苦工三年。因被拖欠7个月工资，他与造纸厂老板发生冲突后离开。1890年，洪范图开始在江原道金刚山神溪寺出家一年多。期间，他与附近尼姑庵尼姑李玉女相遇。两人后私定终身，准备打算投奔女方家乡咸镜道北青郡，但却在元山生死别离。此后，洪范图在江原道淮阳郡以打猎为生。:2-7:162-167

## 义兵时期
1894年，甲午战争爆发。1895年，日本人将明成皇后杀死在宫中。此后，朝鲜爆发了义兵运动。同年8月，洪范图与另一名猎人金秀协一起组建了反日义兵队伍，以游击战的形式袭击小规模的日本军。1896年8月，洪范图的义兵队伍在释王寺与柳麟锡的义兵队伍汇合，共同抗日。在此后与日军的交战中，包括金秀协在内的几乎其他全部义兵都在战斗中阵亡。侥幸活下来的洪范图只好孤军奋战，继续以打猎为生。后来，他在咸镜道北青郡与分离7年的李玉女重逢。当时，他们的长子良淳已7岁，后来两人又添次子龙焕:11-12。
1907年9月，日本人为解除所有朝鲜人的武装，迫使朝鲜颁布《枪炮及火药类取缔法》。此法令实际上切断了猎人以猎枪为生的生计。同年11月，洪范图和另一名猎人车道善一起组建了抗日义兵队伍。他们杀死收缴枪支的日本军和一进会的成员，夺回武器。此后，义兵队伍在厚峙岭成功击败前来讨伐的日军，并缴获大量胜利品。同年12月，洪范图的义兵队伍已经壮大到约1000人。1907年末和1908年初的三水、甲山战斗中，洪范图避开日本讨伐军的主力，声东击西，给予敌军沉重打击，被日本人称为“飞将军”。 :16-48:168-172
多次武力讨伐无果后，日军开始采用怀柔政策，哄骗义兵“归顺”，使洪范图的队伍遭到重创。为迫使洪范图投降，一进会将他的妻儿押为人质相要挟，但也没能使他屈服。最终洪夫人被一进会杀害:172-174:16-48。在日军数十次的讨伐后，洪范图的义兵队伍在1910年初缩减到了500人。他的长子良淳也在1908年6月16日的定坪战斗中战死:62。

## 大韩独立军时期
1910年3月，洪范图率领义兵队伍跨过图们江，改在俄罗斯远东和中国东北地区积蓄抗日力量。同年6月，他带领队伍在沿海州加入柳麟锡的十三道义军。1911年3月，洪范图带领队伍成功突袭咸镜道庆源郡日本驻军:85-86。同年5月，韩国独立运动组织“劝业会”在海参崴成立，洪范图任副会长。
1919年3月，朝鲜半岛爆发大规模反日三一运动。此后，洪范图在其义兵的基础上在今延边朝鲜族自治州安图县明月镇创建大韩独立军，兵力约400人。大韩独立军成立后，洪范图的军队开始频繁进入朝鲜半岛突袭那里的日军，有时还与其它的抗日武装队伍一起联合作战。1919年底，大韩独立军的兵力已经达到了2000人。:94-104
1920年6月，日军为讨伐大韩独立军，越江在图们三屯子、后山子、凤梧洞、琵琶沟与驻扎在那里的洪范图和崔振东队伍发生大规模武装冲突，史称“凤梧洞战役”。在此次战役中，独立军以很小的伤亡重创来犯的日军，是“韩国大规模独立战争的第一次会战”，也是洪范图首次在中国延边地区开展的阻击战。:109-122
为消灭中国东北地区的朝鲜抗日武装，日本人在1920年10月发重兵进入中国境内，在今延边朝鲜族自治州和龙市青山里的白云坪、渔郎村、二道沟等地与金佐镇的北路军政署和洪范图的大韩独立军进行了十余次的大规模武装战斗。在此次战役中，独立军再次重创来犯的日军，史称“青山里大捷”。同年年底，大韩独立军、北路军政署、大韩新民会等10个抗日武装队伍联合成立了大韩独立军团，总兵力约3000人。1921年初，由于洪范图与金佐镇在抗日路线上的分歧，率700人离开独立军团进入苏联境内。:180-182

## 苏联时期
1921年，来到苏联的洪范图加入大韩义勇军，任副总裁。当时的大韩义勇军正与第三国际下属的高丽革命军之间就军事领导权的问题存在严重的矛盾。因政见不同，洪范图和李青天在同年6月初从大韩义勇军转入高丽革命军。6月末，高丽革命军在苏联红军第29连的协助下在自由市通过武力解除大韩义勇军武装，导致重创韩国独立武装的自由市惨变。此后，苏联在日本的威胁下，将境内的韩国独立军收编至苏联军队，已达到解除其武装的目的。洪范图的部队被收编到苏联红军第五军团。:182-183
1922年1月，洪范图作为52名朝鲜人代表之一，参加了莫斯科“远东共产主义革命组织第一次大会”，受到列宁的接见，并获赠毛瑟枪和金币100卢布礼物。1922年末，随着政局的变化，苏联开始大规模军队复员，转为经济建设。1923年，退伍后的洪范图开始在苏联伊曼地区的农场工作，致力于维护苏联境内韩侨权益和苏联社会主义建设事业。1927年，他加入了苏联共产党。1929年，年满60岁的洪范图退休。1937年秋，斯大林政府将苏联境内的朝鲜人强制迁往中亚的哈萨克斯坦。69岁的洪范图在哈萨克斯坦度过了余生。1943年10月25日，洪范图在克孜勒奥尔达去世，享年75岁。:186-198:183-185

## 纪念
- 苏德战争之后，洪范图遗骨被葬于哈萨克斯坦克孜勒奥尔达中央公墓。[1]:199
- 哈萨克斯坦克孜勒奥尔达“洪范图街”以其名字命名。[1]:199
- 哈萨克斯坦克孜勒奥尔达州建有洪范图纪念馆[4]。
- 1984年11月，克孜勒奥尔达中央公墓入口处立洪范图半身铜像。[1]:199
- 2016年，韩国海军第7艘KSS-II型潜艇洪范图号以洪范图的名字命名[5]。
- 2018年，韩国陆军士官军校为纪念三一运动99周年，在校园内立洪范图和金佐镇、池青天、李范奭、李会荣5位抗日独立运动家的半身像，2023年又以洪范图隸屬苏联共产党为由决定将其移出[6]。
- 2021年8月15日，韩国政府将洪范图的遗骸从哈萨克斯坦运回韩国[7][8]。
- 2021年10月25日，在洪范图去世78周年之际，国立大田显忠院举行了韩国首次周年祭[9]。

## 荣誉
- 韩国建国勋章（总统章）（1962年）[10]
- 韩国建国勋章（大韩民国章）（2021年8月17日[11]）

## 文艺作品
- 太长春：纪实话剧《洪范图》[1]:204-205
- 金世日：长篇小说《洪范图》（1965年10月至1969年10月连载于苏联朝鲜文报纸《列宁旗帜》）[1]:205

## 家庭
- 第一位妻子：李玉女
  - 长子：洪良淳（2021年3月，韩国政府追授建国勋章爱国章）
  - 次子：洪龙焕（2021年11月，韩国政府追授建国勋章爱族章[12]）
- 第二位妻子：李仁福